# Mariscal en Cap de l'Aire

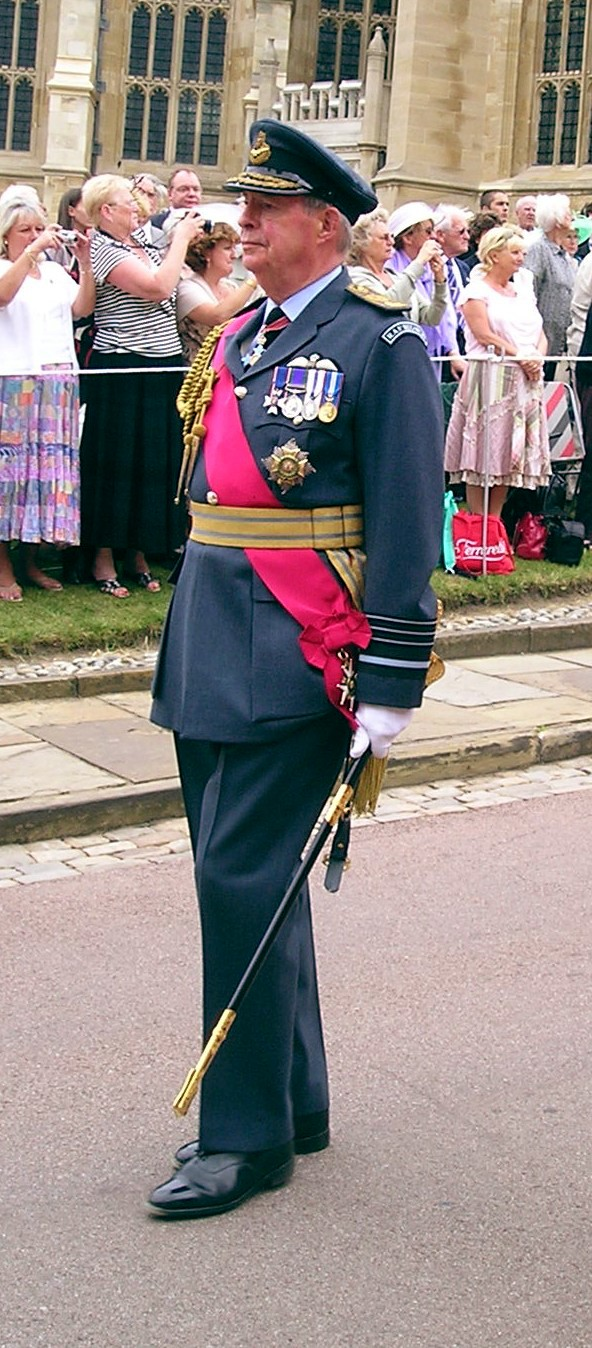
El Mariscal en Cap de l'Aire Sir Richard Johns

Mariscal en Cap de l'Aire (anglès: Air Chief Marshal, abreviat Air Chf Mshl or ACM) és un rang superior de la RAF, així com de la Reial Força Aèria Australiana (RAAF) i de diverses forces aèries dels països de la Commonwealth. És el rang del Cap de l'Estat Major de l'Aire britànic i del Comandant en Cap del Comandament de l'Aire de la RAF. Els oficials amb rang de Mariscal en Cap de l'Aire normalment tenen nomenaments com comandant de la força aèria o comandant de les forces armades. Normalment se'ls tracta simplement com a Mariscal de l'Aire.

## Preeminència
Mariscal en Cap de l'Aire és un rang de 4 estrelles i té el codi OF-9 a l'OTAN. És equivalent a Almirall a la Royal Navy o a General a l'Exèrcit britànic o als Marines Reials.
El rang és immediatament superior al de Mariscal de l'Aire, però subordinat al de Mariscal de la Reial Força Aèria (o els seus equivalents nacionals). Com que des de la dècada del 1990 cap oficial de la RAF ha estat promogut a Mariscal de la Reial Força Aèria, els Mariscals en Cap de l'Aire tècnicament són els màxims rangs de la RAF, si bé encara queden oficials retirats que ostenten el rang de Mariscal de la RAF.

## Orígens
Abans de l'adopció dels rangs específics de la RAF el 1919, se suggerí que la RAF podria emprar els mateixos rangs que la Royal Navy, amb el terme "Aire" davant del rang naval. L'Almirallat objectà per qualsevol ús que es fes dels seus rangs (fins i tot amb la forma modificada), i proposà que els rangs aeris es derivessin del mot Ardian, que derivava de la combinació dels mots gaèlics per cap (ard) i ocell (eun), amb la forma sense modificar d'Ardian pel rang equivalent a Almirall i Mariscal. Tanmateix, es preferí la fórmula Mariscal en Cap de l'Aire i s'adoptà l'1 d'agost de 1919 i s'utilitzà per primer cop l'1 d'abril de 1922

## Insígnia
La insígnia de rang consisteix en 3 barres blau cel (amb una franja negra als costats), al damunt d'una franja blau cel amb els costats negres més gruixuda. Es llueix a les bocamànigues o a les espatlles de l'uniforme de vol.
L'estendard d'un Mariscal en Cap de l'Aire són dues bandes horitzontals gruixudes en vermell, sobre un fons blau gris i una banda blau fosc a les puntes.
El distintiu per un vehicle mostra 4 estrelles blanques sobre un fons blau.

Insígnia de bocamàniga o d'espatlla de Mariscal en Cap de l'Aire
Estendard de Mariscal en Cap de l'Aire de la RAF
Distintiu de vehicle de Mariscal en Cap de l'Aire de la RAF
Insígnia de Mariscal en Cap de l'Aire de la Reial Força Aèria Tailandesa